# Makkartyzm

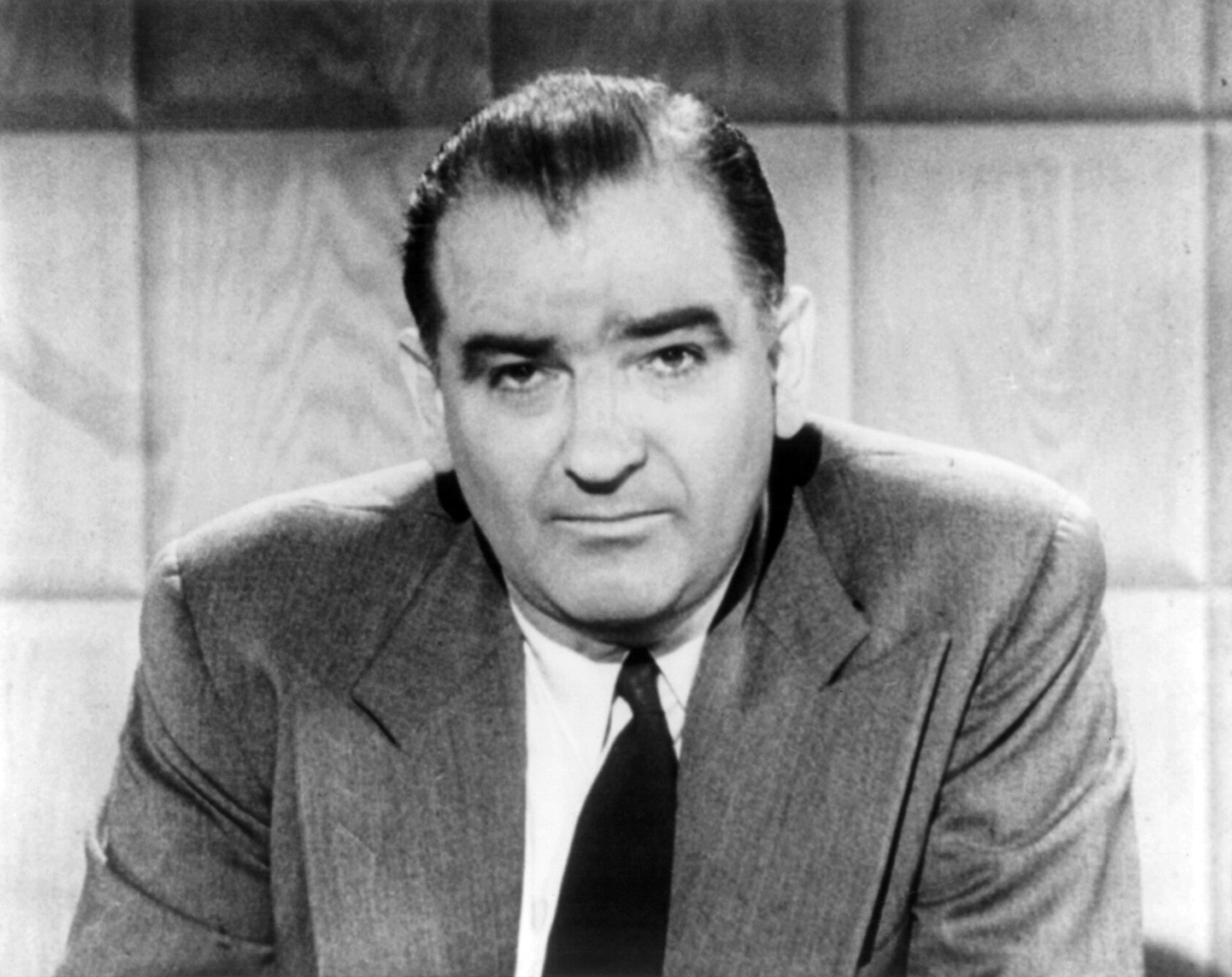
Joseph McCarthy

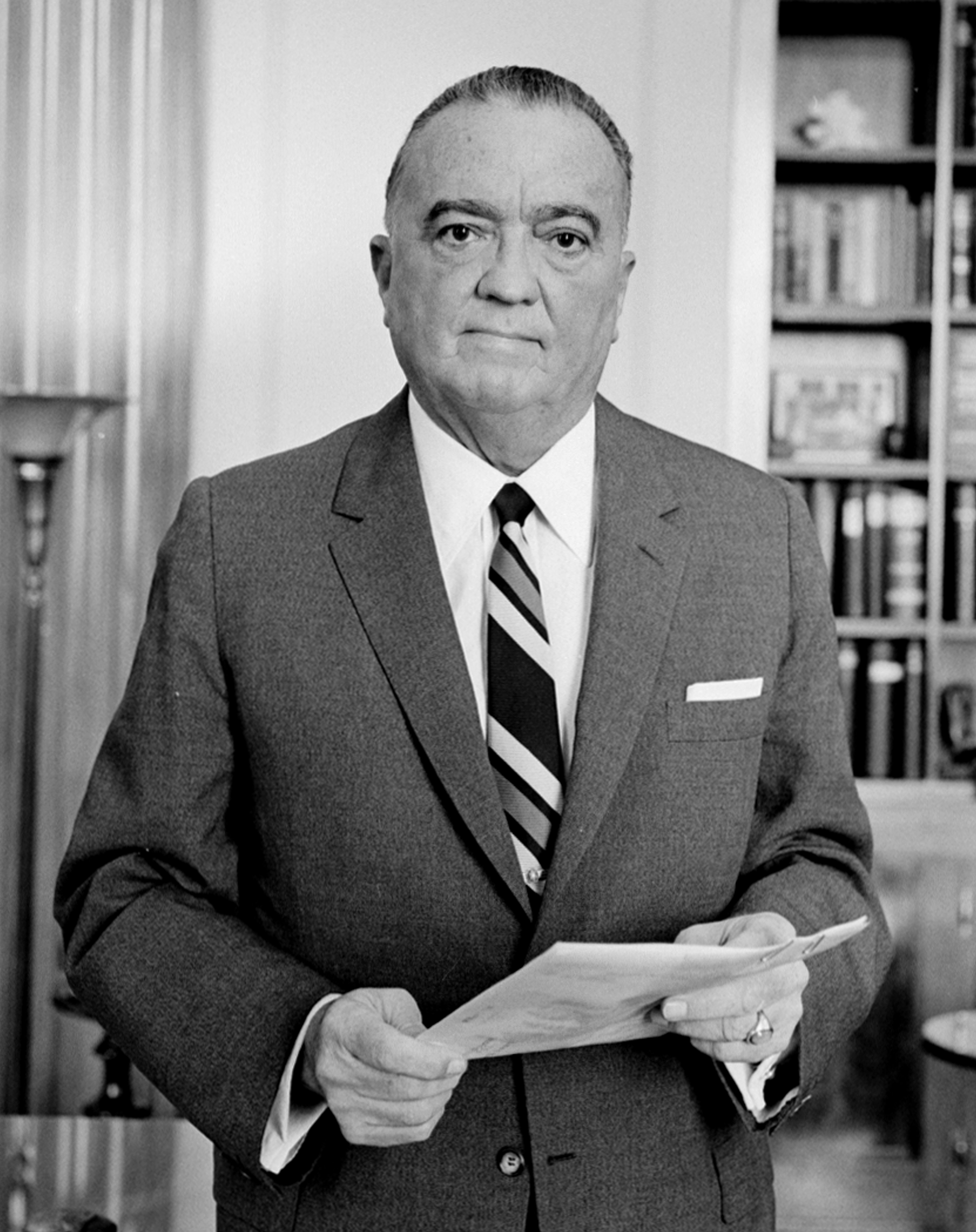
J. Edgar Hoover, długoletni szef FBI

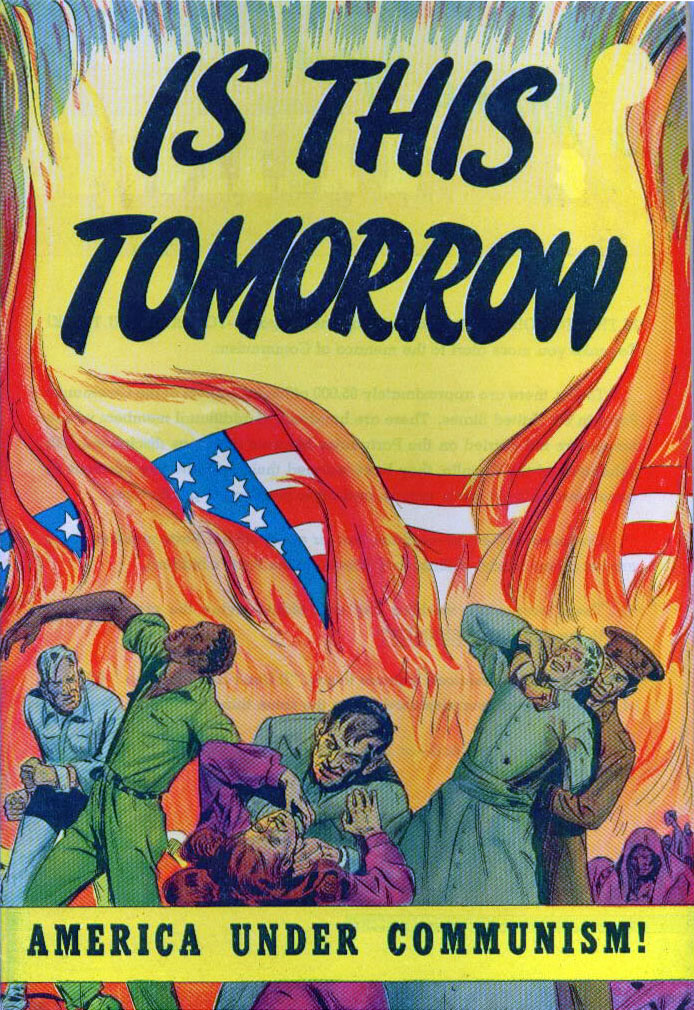
Okładka propagandowego komiksu Is This Tomorrow

Makkartyzm (spotykana także pisownia maccartyzm, ang. McCarthyism) – ogólna nazwa działań politycznych, pozbawionych skrupułów metod śledczych oraz tworzenia atmosfery strachu i podejrzeń, w walce z „wewnętrznym zagrożeniem komunistycznym” w latach 1950–1954 w Stanach Zjednoczonych.
Pojęcie maccartyzmu jest rozumiane także jako odłam skrajnego konserwatyzmu amerykańskiego, stanowiącego podstawę polityki realizowanej przez senatora Josepha Raymonda McCarthy’ego (1908-1957). Od 1950 stał on na czele specjalnej podkomisji śledczej w Senacie, a następnie Komisji do Badania Działalności Rządu. Zainicjował on kampanię na rzecz badania lojalności pracowników administracji rządowej, szkół wyższych, wojska i innych instytucji życia publicznego oraz przeciwdziałania „infiltracji komunistycznej” wśród tych grup społecznych.
Termin McCarthyism został użyty po raz pierwszy przez satyryka Herberta Blocka z The Washington Post, 29 marca 1950.
Innymi ważnymi narzędziami makkartyzmu były: House Committee on Un-American Activities (Komisja do Badania Działalności Nieamerykańskiej Izby Reprezentantów) oraz Senate Permanent Subcommittee on Investigations (Stała Senacka Podkomisja Śledcza).
Pierwotny cel akcji polegającej na przeciwstawieniu się infiltracji instytucji rządowych przez członków Komunistycznej Partii Stanów Zjednoczonych oraz agentów NKWD, wymknął się szybko spod kontroli i został rozszerzony przez grupę senatorów skupionych wokół McCarthy’ego na inwigilację wszelkich środowisk opiniotwórczych: aktorów, reżyserów, dziennikarzy, naukowców.
Działania te polegały na przesłuchiwaniu osób z listy sporządzonej na podstawie osobistych i zazwyczaj niczym nieuzasadnionych podejrzeń McCarthy’ego. W przypadku odmowy współpracy, w postaci podawania nazwisk kolejnych osób podejrzanych o sprzyjanie lub związki z członkami partii komunistycznej, łamano ich kariery. W przypadku osób zatrudnionych w prywatnych przedsiębiorstwach polegało ono na wysyłaniu donosu do ich pracodawców, zaś w przypadku pracowników rządowych na wydawaniu negatywnych opinii o dopuszczeniu ich do tajemnic państwowych.
Amerykański historyk, Stanley Schultz (emerytowany profesor Uniwersytetu Wisconsin), w „American History 102” napisał:
"Ze znikomymi lub nieistniejącymi dowodami jego oskarżeń, McCarthy opierał się na pomówieniach, donosach i insynuacjach w celu zniszczenia reputacji swoich przeciwników (styl obecnie znany jako 'makkartyzm'). W 1954 telewizyjna relacja pozwoliła milionom oglądać metody McCarthy’ego po raz pierwszy, co obudziło falę oburzenia i spowodowało oficjalną cenzurę jego działalności. Zmarł w wieku 49 lat na skutek komplikacji spowodowanych alkoholizmem.

## Ofiary
Treść tej sekcji może nie być zgodna z zasadami neutralnego punktu widzenia.
Dokładniejsze informacje o tym, co należy poprawić, być może znajdują się w dyskusji tej sekcji.
 Po wyeliminowaniu niedoskonałości należy usunąć szablon {{Dopracować}} z tej sekcji.
Do znanych oskarżonych należeli:
1. David Bohm, fizyk, usunięty ze stanowiska mimo wsparcia ze strony m.in. Alberta Einsteina;
2. Charlie Chaplin, aktor, aktywnie protestował przeciwko procesom komunistów, sympatyk ruchów lewicowych;
3. Aaron Copland, kompozytor, czynny sympatyk Komunistycznej Partii USA;
4. Dashiell Hammett, pisarz, członek KP USA;
5. Lillian Hellman, scenarzystka, była członkini Komunistycznej Partii USA, uczestniczka wojny domowej w Hiszpanii;
6. Arthur Miller, scenarzysta i eseista, członek KP USA do 1946 r.;
7. Paul Robeson, aktor, pisarz, sportowiec i piosenkarz, członek KP USA, laureat Nagrody Stalinowskiej, autor piosenek chwalących m.in. Stalina;
8. Waldo Salt, scenarzysta, członek KP USA;
9. Paul Sweezy, marksistowski ekonomista, założyciel socjalistycznego pisma Monthly Review;
10. John Garfield, aktor, podejrzewany głównie z powodu komunistycznych poglądów jego żony;
11. Pete Seeger, piosenkarz folkowy i działacz związkowy, aktywny członek KP USA, opuścił ją tuż przed działalnością Komisji.

Większość oskarżonych sympatyzowała w młodości lub w momencie przesłuchania z rozmaitymi ruchami lewicowymi, niektórzy należeli do organizacji komunistycznych, jawnie przeciwstawiali się polityce antykomunistycznej i wyrażali się pozytywnie o Związku Radzieckim. Niektórzy w przeszłości sabotowali działania przeciwko ZSRR i Niemcom. Nie byli jednak szpiegami, a dowody przeciw wielu z nich były niewiarygodne. Samonapędzający się mechanizm działania komisji McCarthy’ego zaniepokoił w końcu samych jego inicjatorów z kół rządowych, którzy doprowadzili do publicznego ujawnienia sposobu jej działania.

## Makkartyzm a agentura sowiecka w USA
Jakkolwiek większość oskarżeń McCarthy’ego nie miała wiarygodnych podstaw, to jednak obecnie otwierane archiwa NKWD oraz amerykańskiego Projektu Venona potwierdzają, że skala infiltracji ZSRR instytucji rządowych USA była istotnie w tym czasie bardzo wysoka. Spośród oskarżanych przez McCarthy’ego o szpiegostwo niektórzy rzeczywiście mieli kontakty z sowieckim wywiadem, m.in. Salomon Adler, Mary Jane Keeney, czy Lauchlin Currie.
Istnieją też dowody na to, że Komunistyczna Partia USA była bezpośrednio finansowana przez ZSRR, sumą ok. 3 mln dolarów rocznie.
Agentami ZSRR byli m.in. Julius Rosenberg, Klaus Fuchs i Theodore Hall, którzy dostarczyli szczegółów na temat amerykańskiego programu nuklearnego, Alger Hiss – przedstawiciel USA w komitecie założycielskim ONZ oraz Harry Dexter White, współzałożyciel Międzynarodowego Funduszu Walutowego.
Działająca na oślep komisja McCarthy’ego nie zdołała jednak wykryć większości dobrze zakonspirowanych agentów ZSRR. Np. z wyżej wymienionych osób, komisja zainteresowała się tylko Juliusem Rosenbergiem i to wyłącznie dlatego, że jego żona była przez krótki czas członkiem partii komunistycznej. Senate Internal Security Subcommittee działała do roku 1972, jednak po odsunięciu McCarthy’ego z udziału w jej pracach zmieniono gruntownie zasady jej działania.
Powstały filmy odwołujące się do wydarzeń z tej epoki. W 1991 roku powstał film Czarna lista Hollywood z Robertem De Niro, a w 2005 film Good Night and Good Luck, w reżyserii George’a Clooneya .